# Musculus dorsalis longitudinalis prosoma
Musculus dorsalis longitudinalis prosoma, mięsień DL1, mięsień 1 (pl. mięsień grzbietowy podłużny prosomy) – mięsień występujący w prosomie skorpionów.
Mięsień ten bierze swój początek na grzbietowym, poprzecznym ścięgnie wzdłuż przedniej krawędzi pierwszego tergitu, głębiej niż musculus dorsalis obliquus medialis prosoma, czyli DL2. Końcowym punktem przyczepu jest okołopoprzeczny dołek w tylnej części karapaksu.